# Oroya
Oroya ist eine Pflanzengattung aus der Familie der Kakteengewächse (Cactaceae). Der botanische Name der Gattung leitet sich vom Fundort der ersten Pflanzen, dem peruanischen Ort La Oroya, ab.

## Beschreibung
Die für gewöhnlich einzelnen, manchmal aber auch vieltriebigen Arten der Gattung Oroya haben eine knollige Wurzel. Ihre flachkugeligen oder gedrückt kugelförmigen bis kurzzylindrischen Triebe haben viele Rippen, die manchmal niedrige Warzen bilden. Auf ihnen sitzen lange, schmale Areolen aus denen 1 bis 6 Mitteldornen und mehrere kammförmig angeordnete Randdornen entspringen.
Die glocken- bis trichterförmigen Blüten sind rot bis rosa bis gelb und bilden oft einen Blütenring. Ihre Blütenröhre ist sehr kurz und mit kleinen Schuppen besetzt. Die Areolen von Blütenbecher und Blütenröhre sind ein bisschen wollig.
Die mehr oder weniger kugelförmigen, leicht fleischigen Früchte sind gelb oder rot, mit kleinen Schuppen besetzt und besitzen einen ausdauernden Blütenrest. Sie enthalten helmförmige, rötlichbraune Samen.

## Systematik und Verbreitung
Die Gattung Oroya ist in den peruanischen Anden verbreitet.
Die ersten Pflanzen wurden von August Weberbauer in der Nähe von La Oroya gesammelt. Karl Moritz Schumann beschrieb diese 1903 als Echinocactus peruvianus. In ihrer Erstbeschreibung der Gattung stellten Nathaniel Lord Britton und Joseph Nelson Rose 1922 diesen als einzige Art in ihre neu aufgestellte Gattung Oroya. Die Typusart der Gattung ist Oroya peruviana.

### Systematik nach N.Korotkova et al. (2021)
Die Gattung umfasst folgenden Arten:
- Oroya borchersii (Boed.) Backeb.
- Oroya peruviana (K.Schum.) Britton & Rose

### Systematik nach Anderson/Eggli (2005)
Zur Gattung gehören die Arten:
- Oroya borchersii (Boed.) Backeb.
- Oroya peruviana (K.Schum.) Britton & Rose

## Nachweise